# Liste der Bischöfe von Agen
Die folgenden Personen waren Bischöfe von Agen (Frankreich):
- um 303?: Heiliger Caprasius (?)
- um 313: Heiliger Vincent (?)
- Auxibius (?)
- um 348: Heiliger Phoebadius
- um 400: Heiliger Dulcidius
- Lupus (?)
- um 549: Bebianus
- um 573: Polemius
- um 580: Sugillarius
- um 585: Antidius
- um 615: Flavardus
- um 626: Asodoaldus
- um 629: Sallustius
- um 642: Sebastianus
- Auxibius
- um 670: Siboaldus
- um 850: Concordius
- um 977: Gombaud
- um 982: Arnaud I.
- um 1000: Hugo de Gascogne
- Sanctius
- um 1026: Simon I.
- Arénat (?)
- Adebert (?)
- Arnaud II. de Beauville
- 1049–1056: Bernard I. de Beauville
- Osius (?)
- Regino (?)
- 1061–1068: Wilhelm I.
- 1069: Arnaud III.
- 1069–1076: Elie I. (?)
- 1080–1083: Donald (Donatus)
- 1083–1101: Simon II.
- um 1101?: Géraud I.
- um 1105: Isarad
- 1105–1115: Gausbert
- 1118–1128: Aldebert
- 1128–1149: Raymond-Bernard du Fossat
- um 1149: Elie II. de Castillon
- 1180–1182: Peter I.
- um 1182: Bertrand I. de Béceyras
- 1209–1228: Arnaud IV. de Rovinha
- um 1228: Arnaud V.
- um 1231: Géraud II.
- 1232–1235: Raoul de Peyrinis oder de Peyrines oder de Pinis (auch Erzbischof von Lyon)
- 1235–1245: Arnaud VI. de Galard
- 1245–1247: Pierre II. de Reims
- 1247–1262: Wilhelm II.
- 1263–1264: Wilhelm III.
- 1264–1271: Pierre III. Jerlandi
- 1271–1282: Arnaud VII. de Got
- um 1281: Jean I. Jerlandi
- 1291–1306: Bertrand II. de Got
- 1306–1306: Bernard II. de Fargis
- 1306–1313: Bertrand II. de Got (2. Mal)
- 1313–1356: Amanieu de Fargis
- 1357–1364: Déodat de Rotbald
- 1364–1374: Raymond de Salg
- um 1367: Richard (?)
- um 1375: Jean II. Belveti
- 1375–1382: Jean III. de Saie (Johannes von Saya)
- 1382–1383: Simon III. de Cramaut
- 1383–1396: Jean IV.
- 1397–1398: Bernard III. de Chevenon
- 1398–1438: Imbert de Saint-Laurent
- 1438–1461: Jean V. Borgia
- 1461–1477: Pierre IV. de Bérard
- um 1477: Jean VI. de Monchenu
- 1478–1487: Galéas de La Rovère
- 1487–1518: Léonard de La Rovère, Kardinal
- 1518–1538: Marc-Antoine de La Rovère
- 1538–1550: Johann VII. von Lothringen, Kardinal
- 1550–1555: Mathieu Bandel
- 1555–1586: Janus Frégose (oder Fregoso)
- 1586–1587: Pierre V. Donault
- 1588–1608: Nicolas de Villars
- 1609–1630: Claude I. de Gélas
- 1631–1635: Gaspard de Daillon du Lude (Haus Daillon)
- 1638–1663: Barthélémi d’Elbène
- 1665–1678: Claude II. Joli
- 1679–1703: Jules Mascaron
- 1704–1728: François Hébert
- 1730–1735: Jean VIII. d’Yse de Saléon
- 1735–1767: Jean-Gaspard-Gilbert de Chabannes (Haus Chabannes)
- um 1767: Jean-Louis d’Usson de Bonnac
- 1768–1791: André Constant (Konstitutioneller Bischof)
- 1802–1840: Jean IX. Jacoupy
- 1841–1867: Jean-Aimé de Levezou de Vezins
- 1871–1874: Hector-Albert Chaulet d’Outremont
- 1874–1884: Jean-Emile Fonteneau
- 1884–1905: Charles-Evariste-Joseph Coeuret-Varin
- 1906–1937: Charles-Paul Sagot du Vauroux
- 1938–1956: Jean-Marcel Rodié
- 1956–1976: Roger Johan
- 1976–1996: Sabin-Marie Saint-Gaudens
- 1996–2004: Jean-Charles Descubes
- 2005–2023: Hubert Herbreteau
- seit 2024: Alexandre de Bucy